# شهرستان پیوا
شهرستان پیوا (به لهستانی: Powiat Piła) یک شهرستان در لهستان است که در استان لهستان بزرگ‌تر واقع شده‌است. شهرستان پیوا ۱٬۲۶۷٫۱ کیلومتر مربع مساحت و ۱۳۷٬۰۹۹ نفر جمعیت دارد.

## خواهرخوانده
شهر شوالم-ادر خواهرخواندهٔ شهرستان پیوا هست.